# Cornelis Albertus Johannes Schermer

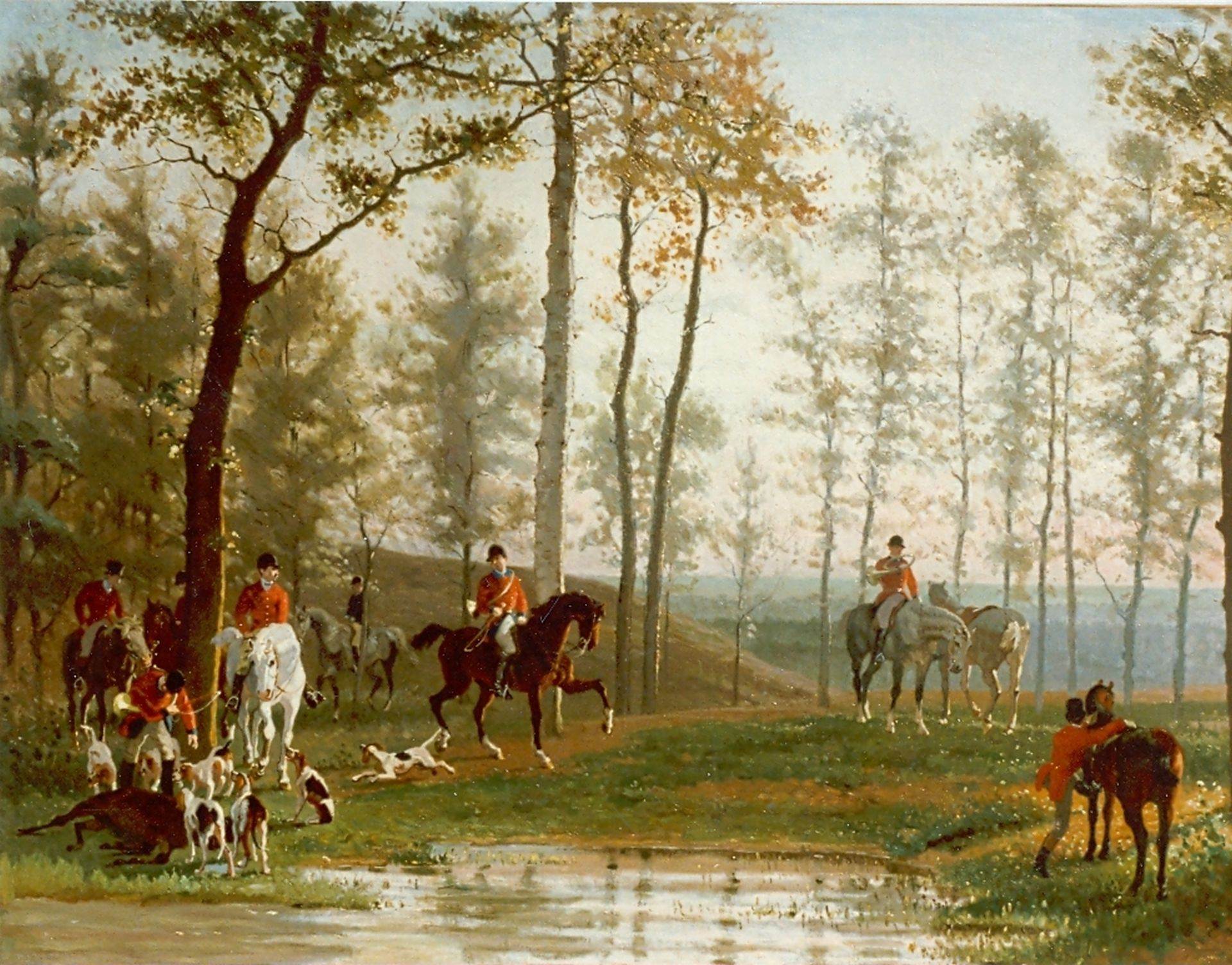
Die Jagd

Cornelis Albertus Johannes Schermer (* 12. Juni 1824 in Den Haag; † 4. Januar 1915 ebenda) war ein niederländischer Pferdemaler und Radierer.
Schermer war von 1841 bis 1844 Student der Koninklijke Academie van Beeldende Kunsten in Den Haag unter der Leitung von Cornelis Kruseman und Jacobus Everhardus Josephus van den Berg, Er wurde auch von Joseph Moerenhout (1801–1874) beraten.
1875 belebte er ein Vedutengemälde von Carel Jacobus Behr mit Figuren. 
Schermer war in Den Haag und von 1880 bis 1903 in Bouvignies bei Dinant tätig.
Vön 1846 bis 1903 zeigte er seine Werke auf den Ausstellungen in Amsterdam. Den Haag und Rotterdam, signierte seine Werke mit „C. Schermer“.